# Форе сир Марк
Форе сир Марк (фр. Forest-sur-Marque) насеље је и општина у североисточној Француској у региону Север-Па д Кале, у департману Север која припада префектури Лил.
По подацима из 2011. године у општини је живело 1452 становника, а густина насељености је износила 1382,86 становника/km². Општина се простире на површини од 1,05 km². Налази се на средњој надморској висини од 24 метара (максималној 25 m, а минималној 21 m).

## Демографија
| 1962. | 1968. | 1975. | 1982. | 1990. | 1999. | 2011. |
| ----- | ----- | ----- | ----- | ----- | ----- | ----- |
| 961   | 978   | 971   | 1.456 | 1.497 | 1.562 | 1.452 |

График промене броја становника у току последњих година